# Hŭich'ŏn
Hŭich'ŏn (희천시?, 熙川市?, Hŭich'ŏn-siLR), è una città della provincia nordcoreana del Chagang.